# Dombipa
Dombipa, nazývaný "Jezdec na tygrovi" byl jedním z 84 mahásiddhů a mistr buddhismu vadžrajány v Indii.

## Život
Dombipa vládl v království Magadha. Guru Virupa mu předal meditaci na buddhu Hévadžru. Díky meditační praxi na Hévadžru dosáhl Dombipa realizace tohoto jidamu a získal uskutečnění a zvláštní schopnosti.
Dombipa vymyslel plán, jak ze země vykořenit strach a bídu. Povolal svého ministra a uložil mu tento úkol: 
 „Naše země je sužována zloději a bandity a kvůli našim minulým opomenutím neseme karmické břímě velké chudoby. Jako ochranu před strachem a bídou nechej odlít ohromný bronzový zvon a pověs ho na větev silného stromu. Kdykoliv někde uvidíš nebezpečí nebo chudobu, udeř do zvonu.“
 Ministr splnil králův rozkaz a během jeho vlády byla Magadha bez zločinu, hladu, moru a chudoby.
(V Indii se všeobecně má za to, že zvuk zvonu zahání negativity a očišťuje mysl. Jeho vším pronikající zvuk je také symbolem ženského aspektu moudrosti a prostoru.)
O něco později přišla do města skupina komediantů, aby králi zatančili a zazpívali. Jeden z komediantů měl dceru, která byla nadmíru okouzlující, s líbeznou tváří a klasickými rysy. Král se rozhodl pojmout dívku za svou duchovní partnerku a tajně cikánovi nařídil, aby mu ji dal. Ten však nesouhlasil s tím, že je zcela z jiné kasty. Dombipa však naléhal, daroval komediantovi tolik zlata, kolik dívka vážila a pojal ji za duchovní družku. Lidem se velmi nelíbilo, že se jejich král stýká s ženou nízké kasty a nehledě k jeho předchozí laskavosti, nebylo jeho chování tolerováno vládnoucí třídou. Byl donucen vzdát se trůnu. Svěřil království svému synovi a ministrům a odešel se svou vyvrženou družkou do džungle. Tam v idylické samotě pokračovali v tantrické józe po dalších dvanáct let.
Mezitím se království vedlo špatně. Životní úroveň klesla spolu s úrovní ctnosti. Zasedání rozhodlo, že požádají bývalého krále, aby znovu vládl. Do džungle byla vyslána delegace, která ho měla vyhledat. Když nakonec našli poustevnu, podali mu zprávu s prosbou o návrat.
Král k nim promluvil:
 „Politická moc přináší jen malý užitek, ale velkou odplatu. Ti, kteří drží moc, mohou udělat trochu dobrého, ale častěji vede škoda, která plyne z jejich činů, k dlouhodobému utrpení. Mé království je královstvím pravdy!“

Domluvil a v tom okamžiku vstoupil do čisté země dákyní, kde zůstává v zájmu dokonalého vědomí a čisté radosti.
Chogyam Trungpa Rinpočhe byl považován za reinkarnacy Dombipy.